# Catedral de Toulouse

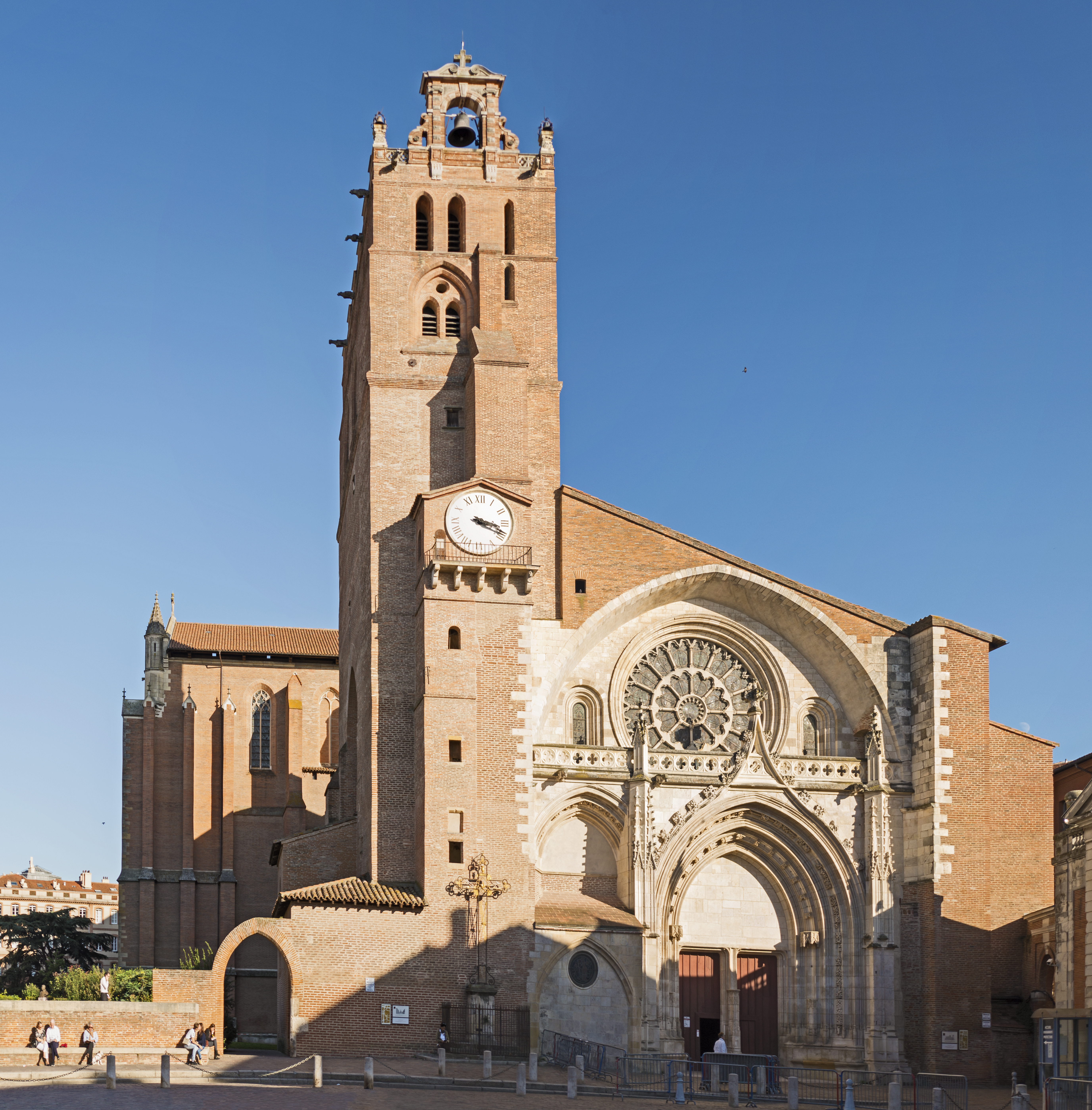
Fachada da Catedral de Tolouse

A Catedral de Saint-Étienne de Toulouse é um proeminente templo da Igreja Católica Romana na cidade francesa de Toulouse, Alta Garona. A origem exata desta catedral ainda é desconhecida. Os primeiros relatos da catedral datam de 1071, quando o bispo de Toulouse ordenou sua reconstrução em um plano arquitetônico melhor elaborado. Junto à catedral, situa-se o Palácio Episcopal, atualmente ocupado pela Prefeitura.

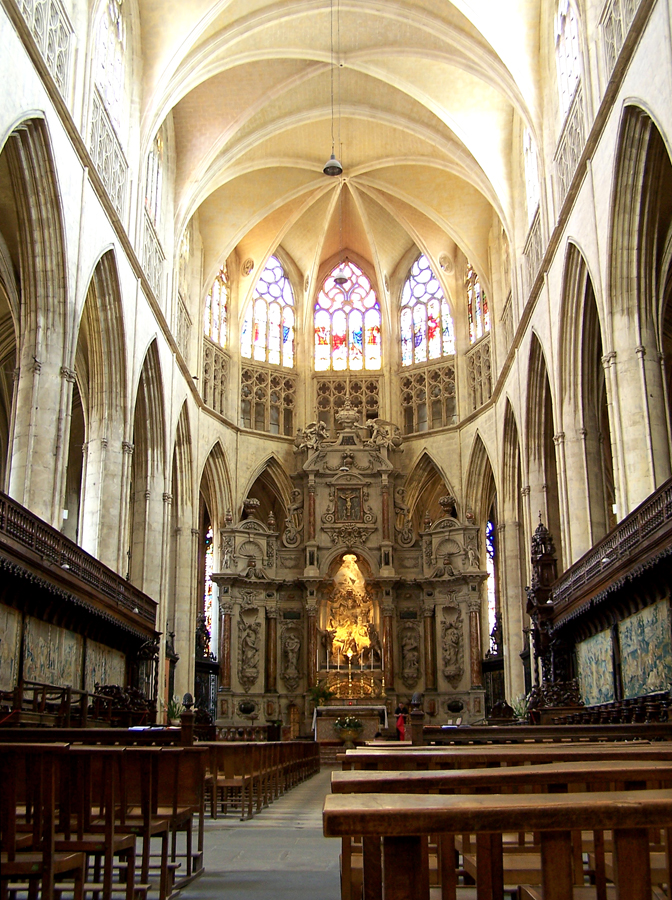
Interior da nave
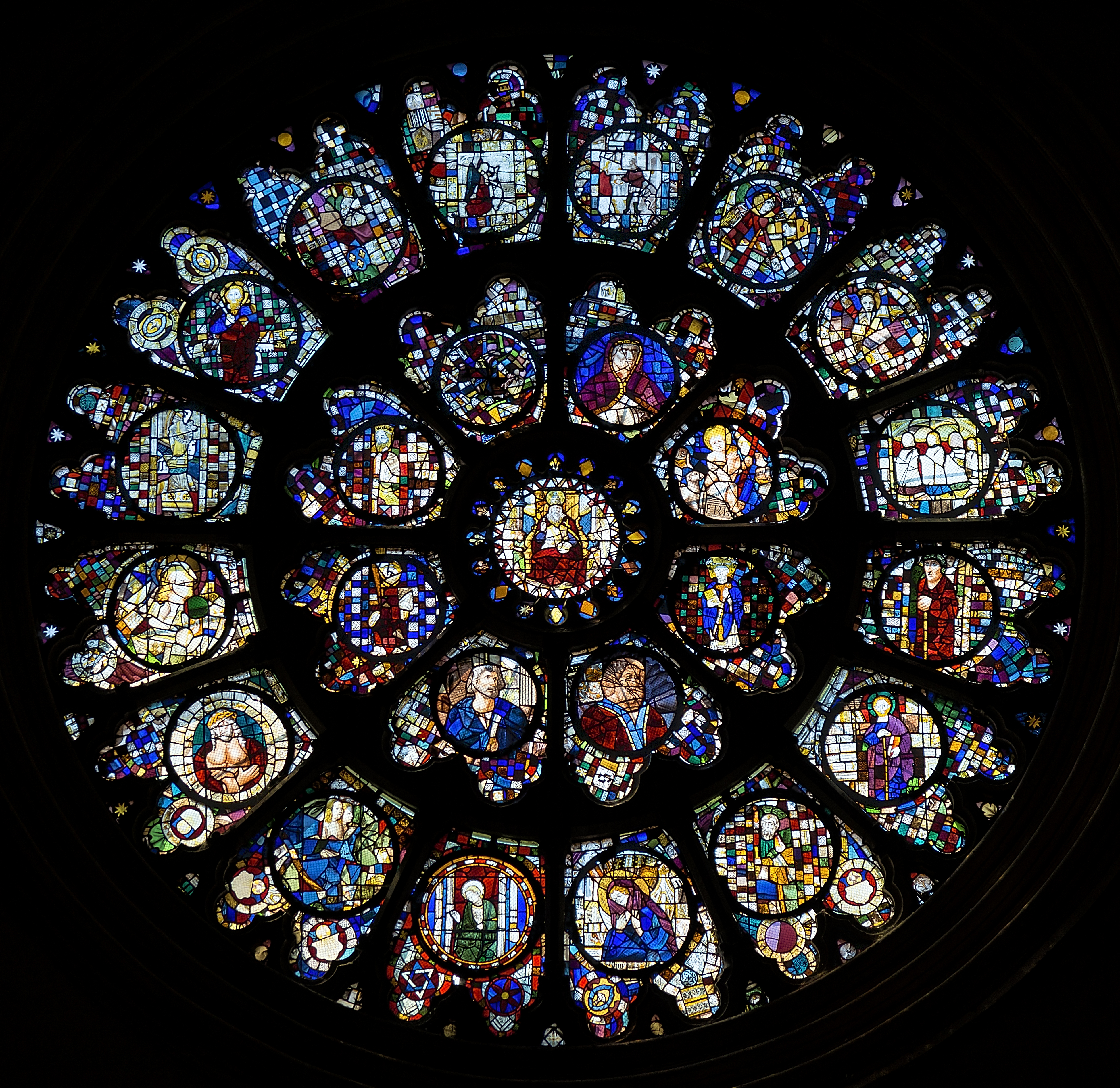
Rosácea
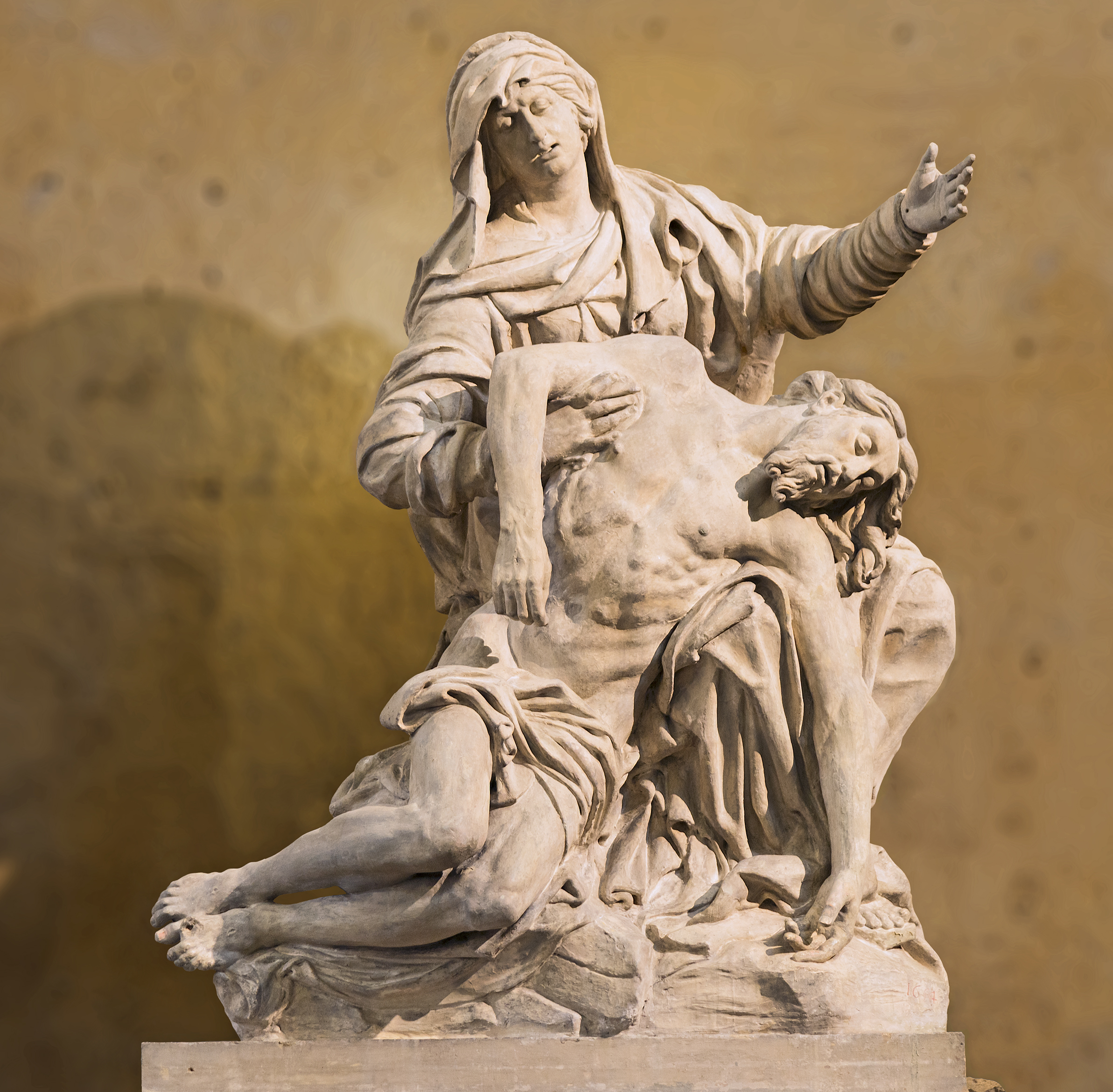
A Pietà por, Gervais Drouet.